# St. Margareta (Eiersheim)

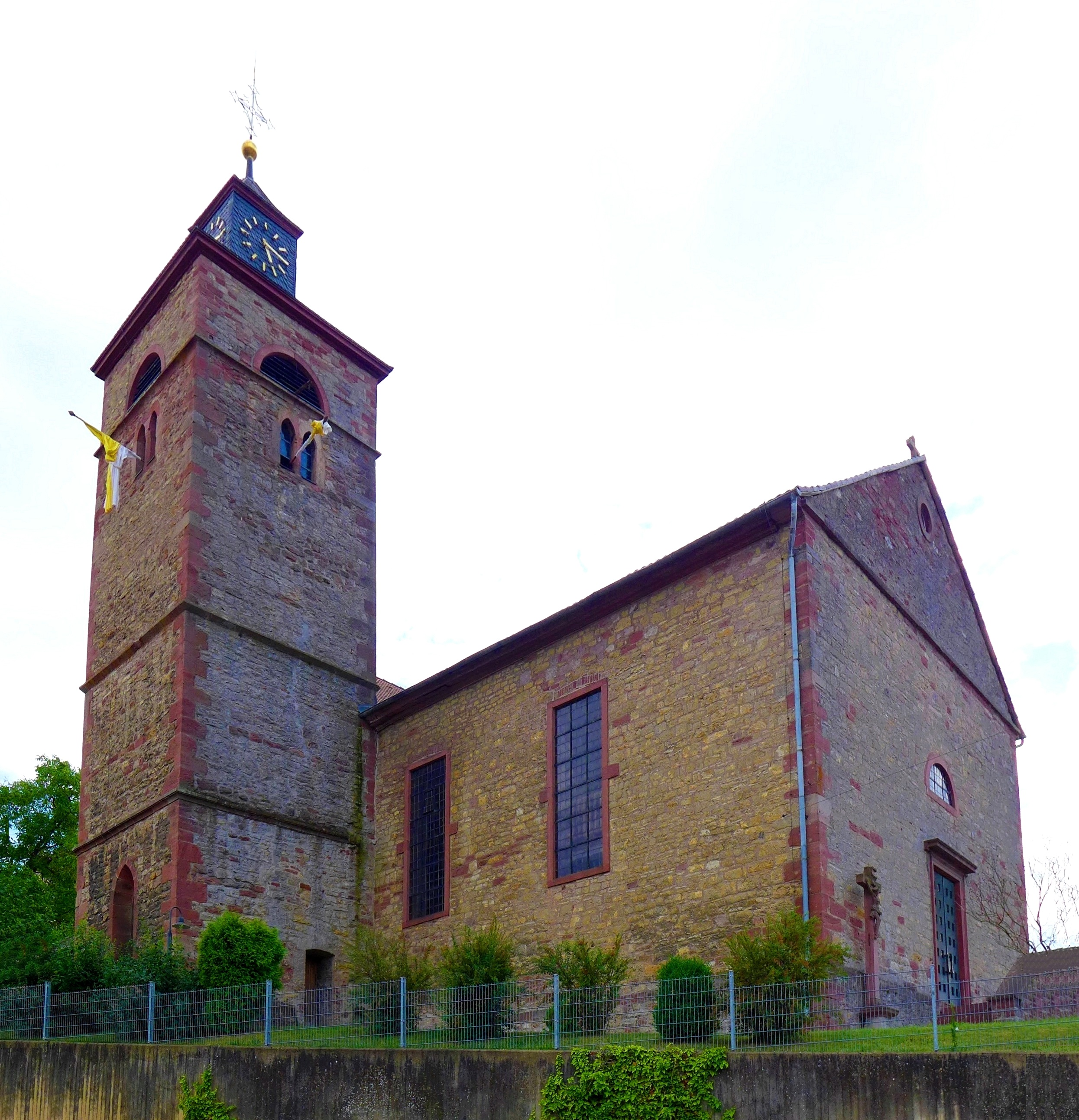
St. Margareta in Eiersheim

Die römisch-katholische Pfarrkirche St. Margareta (auch St. Margarita) in Eiersheim, einem Stadtteil von Külsheim im Main-Tauber-Kreis, wurde 1831 im Empirestil erbaut und hundert Jahre später erneuert.

## Geschichte

### Vorgeschichte
Bereits im 13. Jahrhundert wurde in Eiersheim eine erste Kirche im frühgotischen Stil – vermutlich als Wehrkirche aufgrund eines vorhandenen Chorturms sowie einer Ringmauer – errichtet und dem heiligen Sebastian geweiht. Die Überreste dieses Kirchenbaus sind noch im Turm der heutigen Margaretakirche erhalten. Im Jahre 1515 wurde der ehemalige Chor erstmals urkundlich erwähnt, der bis heute als Taufkapelle erhalten blieb.
Um das Jahr 1680 wurde der ältere Kirchenbau teilweise ersetzt. Diese erneuerte Kirche war bereits der heiligen Margareta geweiht. An den Chorturm wurde damals in Ost-West-Richtung ein Langhaus als Holzkonstruktion angebaut. Als dieses zu Beginn des 19. Jahrhunderts baufällig geworden war, begannen die Planungen zum Neubau der Kirche ab 1814.

### Margaretakirche
Die heutige St.-Margareta-Kirche wurde 1831 an den alten Kirchturm angebaut und im 20. Jahrhundert mehrfach renoviert. In ihrem nördlich vom Langhaus stehenden Turm befindet sich ein Rest des alten, bereits 1515 beglaubigten Gotteshauses.
Die Eiersheimer Margaretakirche gehört zur Seelsorgeeinheit Külsheim-Bronnbach, die seit einer Dekanatsreform am 1. Januar 2008 dem Dekanat Tauberbischofsheim des Erzbistums Freiburg zugeordnet ist.

## Kirchenbau und Ausstattung

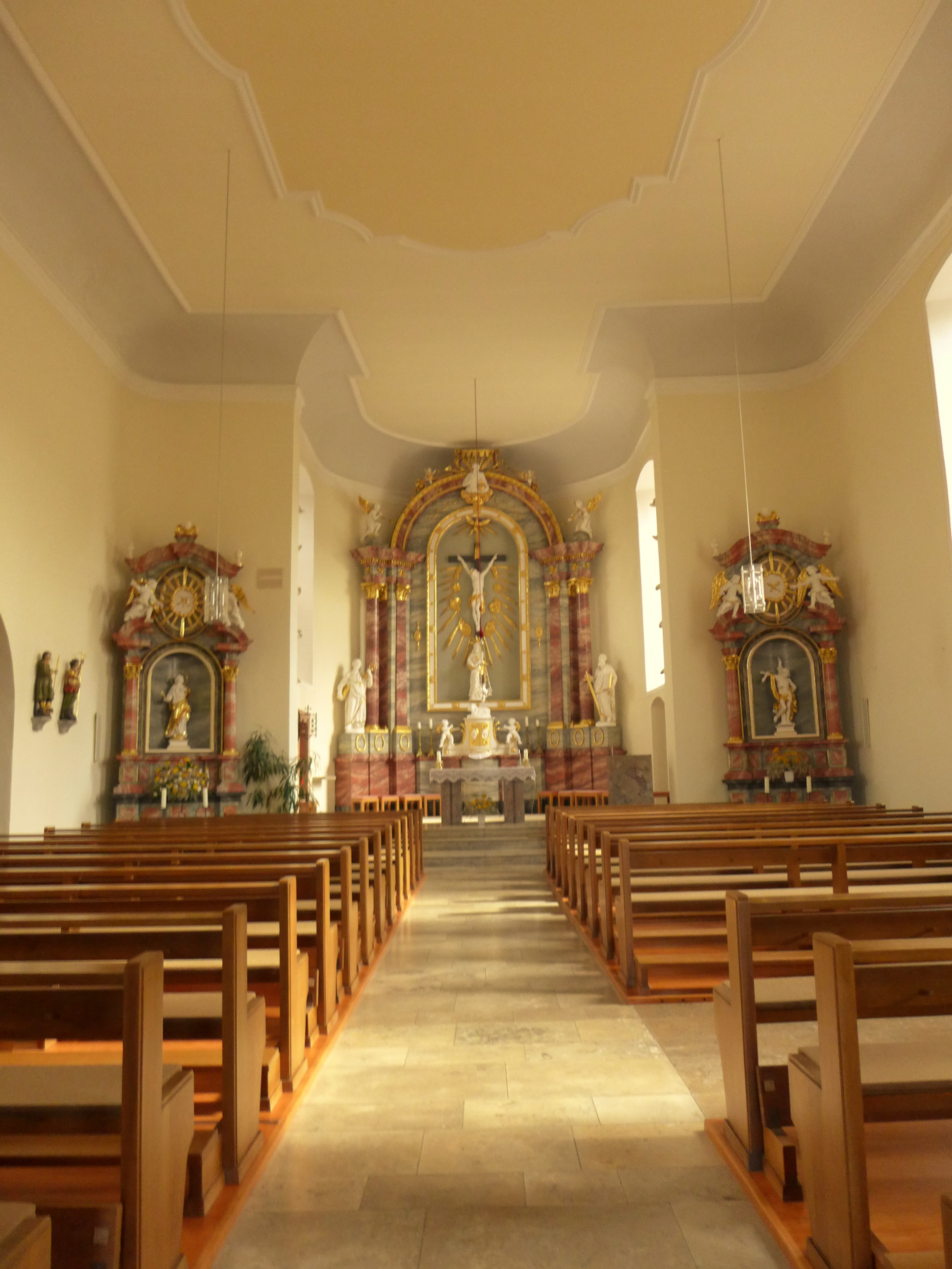
Innenansicht

### Baustil
Die erste Kirche, von der nur noch der Turm erhalten blieb, wurde im frühgotischen Stil errichtet. Die spätere St.-Margareta-Kirche wurde im Empirestil erbaut.

### Glocken
Die alten Glocken aus den Jahren 1494 und 1506 haben beide Weltkriege überstanden; sie stammen von dem Heidelberger Glockengießer Lachmann, der um 1520 gestorben ist. Sie zeigen eine Beschriftung in gotischen Minuskeln. Eine dritte Glocke wurde an Weihnachten 1985 eingeweiht.
| Nr. | Gießer               | Gussjahr |
| --- | -------------------- | -------- |
| 1   | Lachmann, Heidelberg | 1494     |
| 2   | Lachmann, Heidelberg | 1506     |
| 3   |                      | 1985     |

### Orgel
Die Margaretakirche verfügt über eine Heissler-Orgel, die 2006 restauriert wurde. Es handelt sich dabei bereits um die dritte in der Kirche genutzte Orgel.

### Sakramentshäuschen
An der Nordwand der Kirche steht ein frühgotisches Sakramentshäuschen.

Innenansichten der Eiersheimer Pfarrkirche
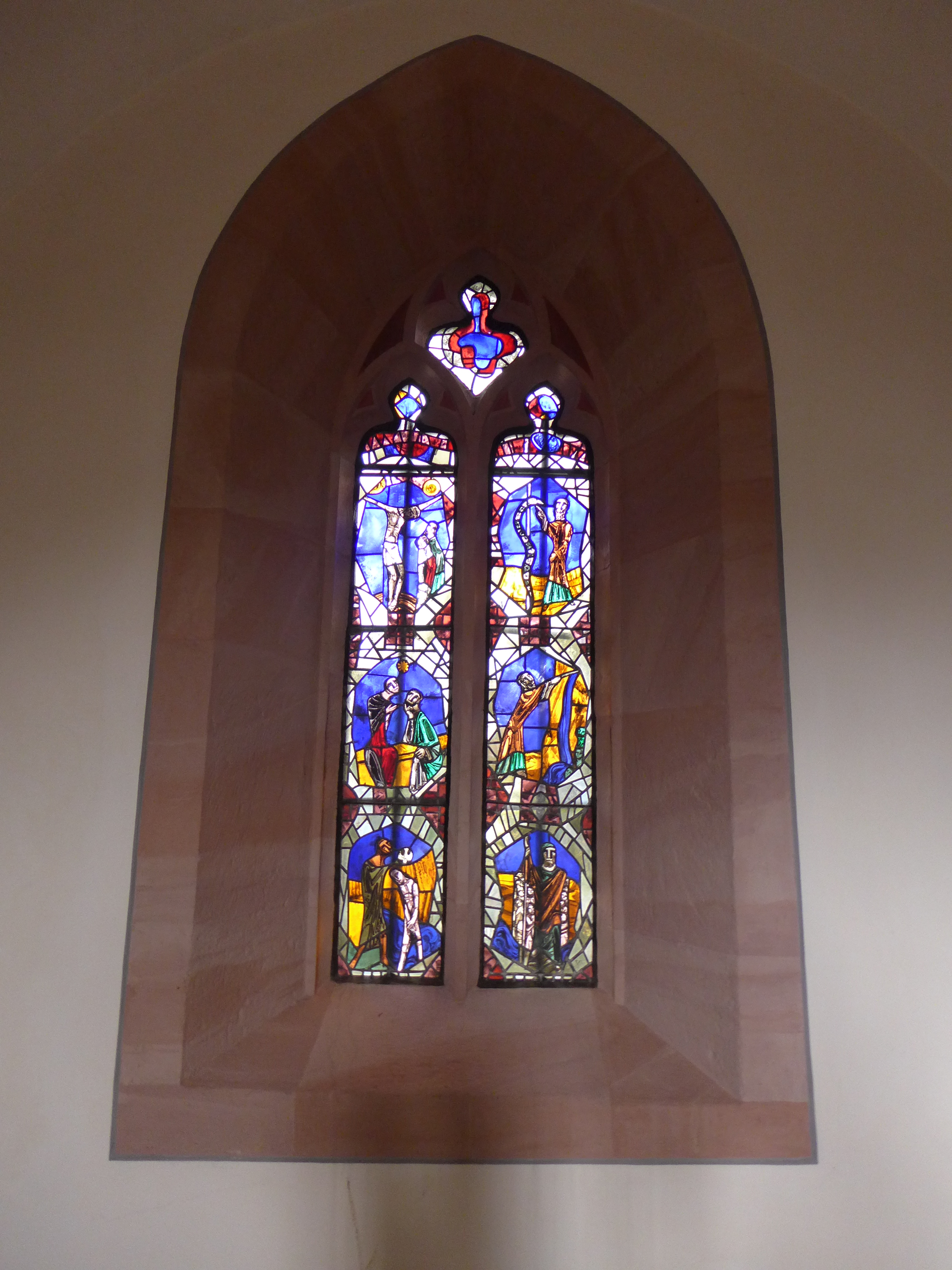
Gotisches Maßwerkfenster in der Taufkapelle des Turms
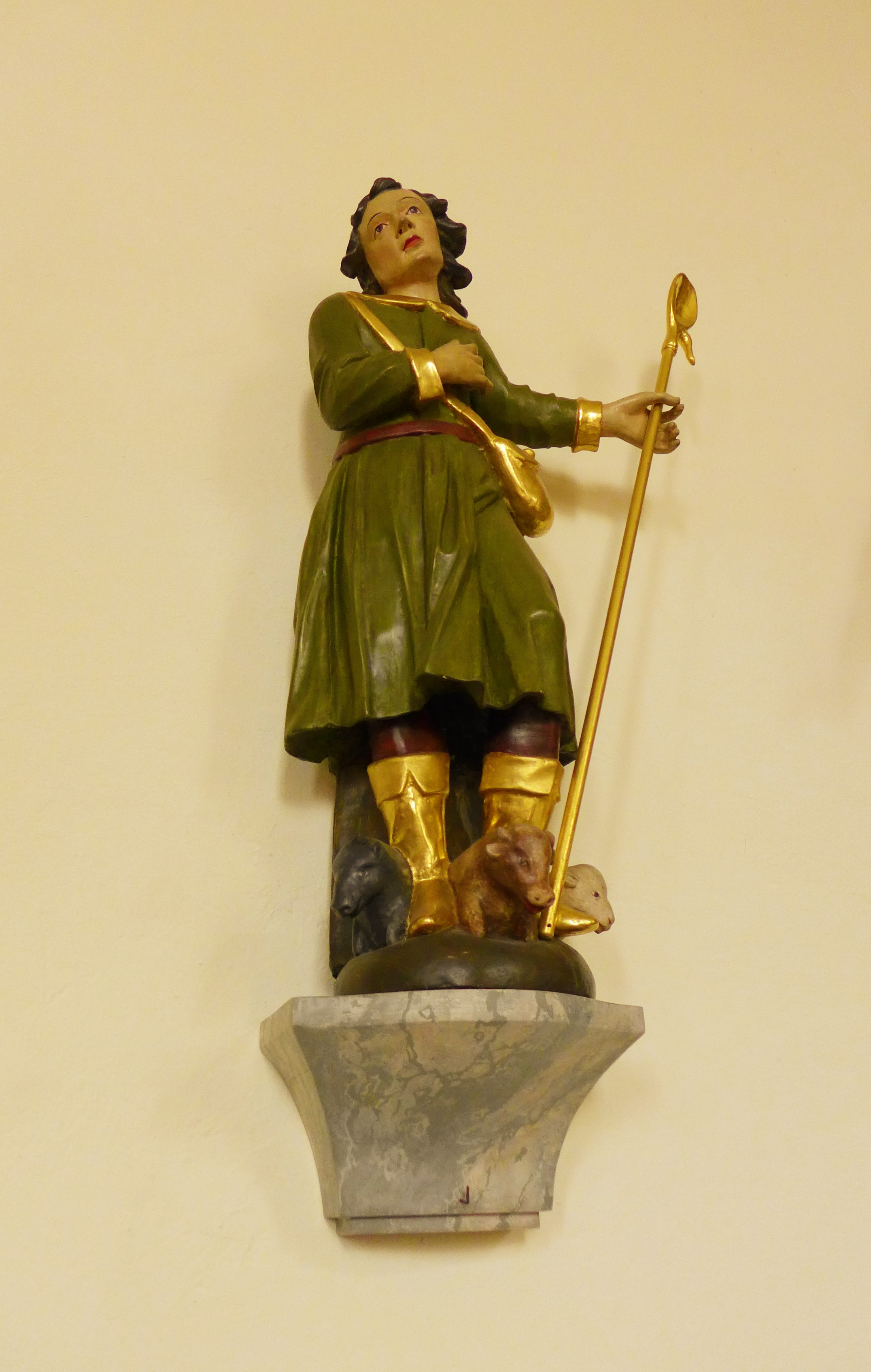
Barocke Statue des Viehpatrons St. Wendelin